# Jarosław Marcinkowski
Jarosław Marcinkowski, né le 30 juillet 1963, en Pologne, est un ancien joueur de basket-ball polonais. Il évolue au poste d'ailier. 

## Palmarès
- Champion de Pologne 1983, 1989, 1990